# 特羅波亞
特罗波亚，是阿爾巴尼亞东北部庫克斯州的一个市镇。该市镇包括8个行政分区，行政中心为巴依拉姆·楚里城。市镇面積为1,058.04平方公里，2011年人口数量为20,517人。特罗波亚也是该市镇里的一个行政分区，2011年人口数量为4,117人。